# Вецано сул Кростоло
Вецано сул Кростоло (итал. Vezzano sul Crostolo) је насеље у Италији у округу Ређо Емилија, региону Емилија-Ромања.
Према процени из 2011. у насељу је живело 2370 становника. Насеље се налази на надморској висини од 188 м.

## Становништво
| 1931. | 1936. | 1951. | 1961. | 1971. | 1981. | 1991. | 2001. | 2011. |
| ----- | ----- | ----- | ----- | ----- | ----- | ----- | ----- | ----- |
| 4.324 | 4.328 | 4.513 | 3.811 | 3.436 | 3.437 | 3.369 | 3.797 | 4.214 |